# Bogoria (szczyt)

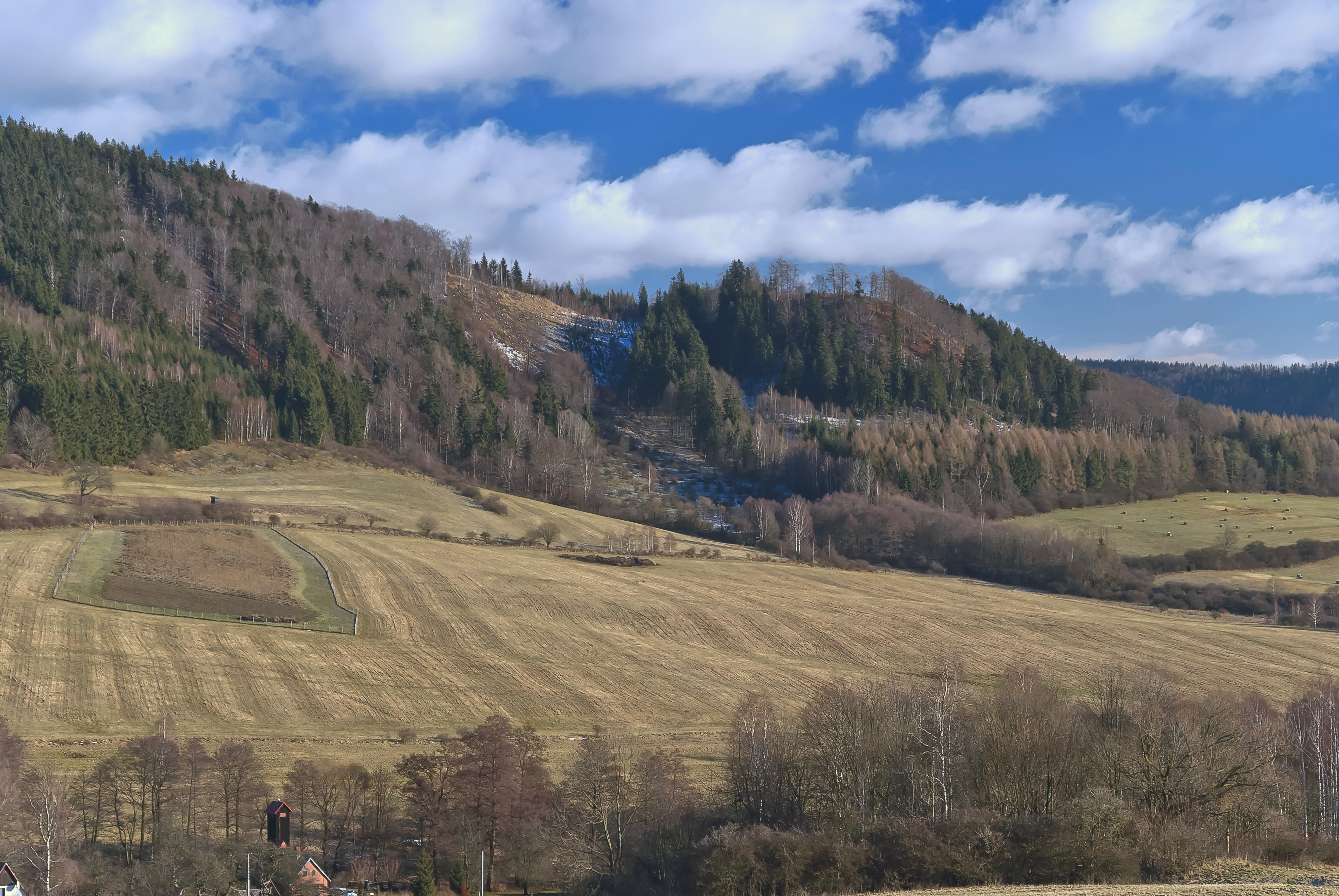

Bogoria (niem. Geislerberg) – graniczny szczyt na południowym krańcu Gór Kruczych.